# Tacinga werneri
Tacinga werneri , es una especie fanerógama perteneciente a la familia  Cactaceae. 

## Distribución y hábitat
Es endémica de Brasil en Bahía y Minas Gerais donde el hábitat está siendo destrozado por las exploraciones mineras. Su hábitat natural son los bosques secos tropicales o subtropicales y los áridos desiertos. Está tratada en peligro de extinción por pérdida de hábitat. Se encuentra en tres grandes áreas protegidas a través de su área de distribución, incluyendo la Gruta dos Brejões, Parque Estadual de Morro do Chapéu, parque nacional do Boqueirão da Onça, Chapada Diamantina, Bahía.

## Descripción
Tacinga werneri crece en forma arbustiva con muchas de las ramas verticales desde la base y alcanza un tamaño de 50 a 90 centímetros de altura. El tallos es de color verde oscuro y se dividen en segmentos. Los segmentos alargados elípticos a amplios fácilmente han producido protuberancias, miden de 10 a 20 centímetros de largo, de 4 a 8 centímetros de ancho y 0,5 a 2 centímetros de espesor. Lasareolas están cubiertas con blancas sucias gloquidios. En las areolas aparecen  3-5 espinas de color gris ceniza con una punta de color amarillento o marrón de 1,5 a 6,3 centímetros de largo. Las flores de color rojo brillante de 3,5 a 5 centímetros de largo y que no se abren muy ampliamente. Su pericarpio es superior en la forma y sólo un poco más largo que ancho. Los frutos, a menudo en forma de huevo, son de color blanco verdoso a blanco de 3-5,5 centímetros de largo, tienen diámetros de 2,5 a 3,5 centímetros y contienen una carne de color rosa con muchas semillas .

## Taxonomía
Tacinga werneri fue descrita por (Eggli) N.P.Taylor & Stuppy  y publicado en Succ. Pl. Res. 6: 111 2002.
Etimología
Tacinga: nombre genérico que es un anagrama de la palabra "Catinga", el área de distribución del género en el brasileño Caatinga.
werneri: epíteto que honra el jardinero suizo y experto en cactus brasileños Werner Uebelmann.
Sinonimia
- Opuntia werneri